# Ottilie-von-Hansemann-Haus
Das Ottilie-von-Hansemann-Haus im Berliner Ortsteil Charlottenburg ist ein denkmalgeschütztes Gebäude aus dem Jahr 1914, das als Mädchen- und Fraueninternat diente. Nach verschiedenen Nutzungen zwischen 1972 und 2013 wurde es bis Ende 2016 zu einem Wohngebäude umgestaltet. Benannt ist es nach der Frauenrechtlerin Ottilie von Hansemann (1840–1919).

## Lage
Das im Stil des Neoklassizismus errichtete Bauwerk befindet sich an der Otto-Suhr-Allee 18–20 im Bezirk Charlottenburg-Wilmersdorf. Die Anlage wendet ihre Südfront mit dem Haupteingang der Allee zu, zur Hofseite hin ist ein Quergebäude mit einem Flachdach angebaut. Die umgebende Hoffläche beträgt rund 4000 Quadratmeter.

## Geschichte
Im Jahr 1869 hatte Georgiana Archer unter der Schirmherrschaft der Prinzessin Victoria den Verein Victoria-Lyceum zur Förderung der höheren Bildung für Frauen gegründet. Er verfolgte insbesondere das Ziel, Frauen den freien Zugang zu allen deutschen Studieneinrichtungen zu ermöglichen. Im Jahr 1910 erwarb der Verein das Grundstück Berliner Straße 37/38 in der damaligen Stadt Charlottenburg, das mit einer Villa aus den 1880er Jahren bebaut war. Das Haus Simon des Architekten Adolf Schaum wurde 1914 zugunsten der geplanten zentralen Wohn- und Bildungsstätte für Frauen abgebrochen.
Die Architektin Emilie Winkelmann, damals die erste selbstständige deutsche Architektin, führte die Planungsarbeiten aus. Auf dem Vereins-Grundstück entstand nach ihren Entwürfen und unter Verantwortung des Bauunternehmers Carl Kuhn aus Moabit 1914 bis 1915, trotz wirtschaftlicher Probleme durch den Ersten Weltkrieg, das Victoria-Lyzeum. (Unmittelbar im Anschluss [Parzelle 39] gab es bereits die Klockow’sche Höhere Mädchenschule, benannt nach ihrer Besitzerin und Schulvorsteherin Ida Klockow.)
Der Ankauf des Grundstücks und die Bauarbeiten für das Victoria-Lyzeum konnten mit Hilfe der Stiftung von Ottilie von Hansemann finanziert werden, die 200.000 Mark bereitgestellt hatte (inflationsbereinigt in heutiger Währung: rund 1.315.000 Euro). Außerdem beteiligten sich sowohl die Architektin als auch der Verein an den Bauleistungen und -kosten. Im Jahr 1919 wurde die Stadt Charlottenburg Eigentümerin der Immobilie und berief die Studienrätin Ottilie Fleer zur ersten Direktorin.
Ottilie von Hansemann hatte in ihrem Testament verfügt, dass noch einmal eine Million Reichsmark in die Stiftung der Lehranstalt fließen sollen. Bereits im Jahr 1919 erfuhr das Gebäude damit erste Umbauten und es erhielt den Namen Victoria Studienhaus. Hier wohnten neben den Studierenden die Direktorin, eine Wirtschaftsleiterin, ein Obergärtner und ein Pförtner.

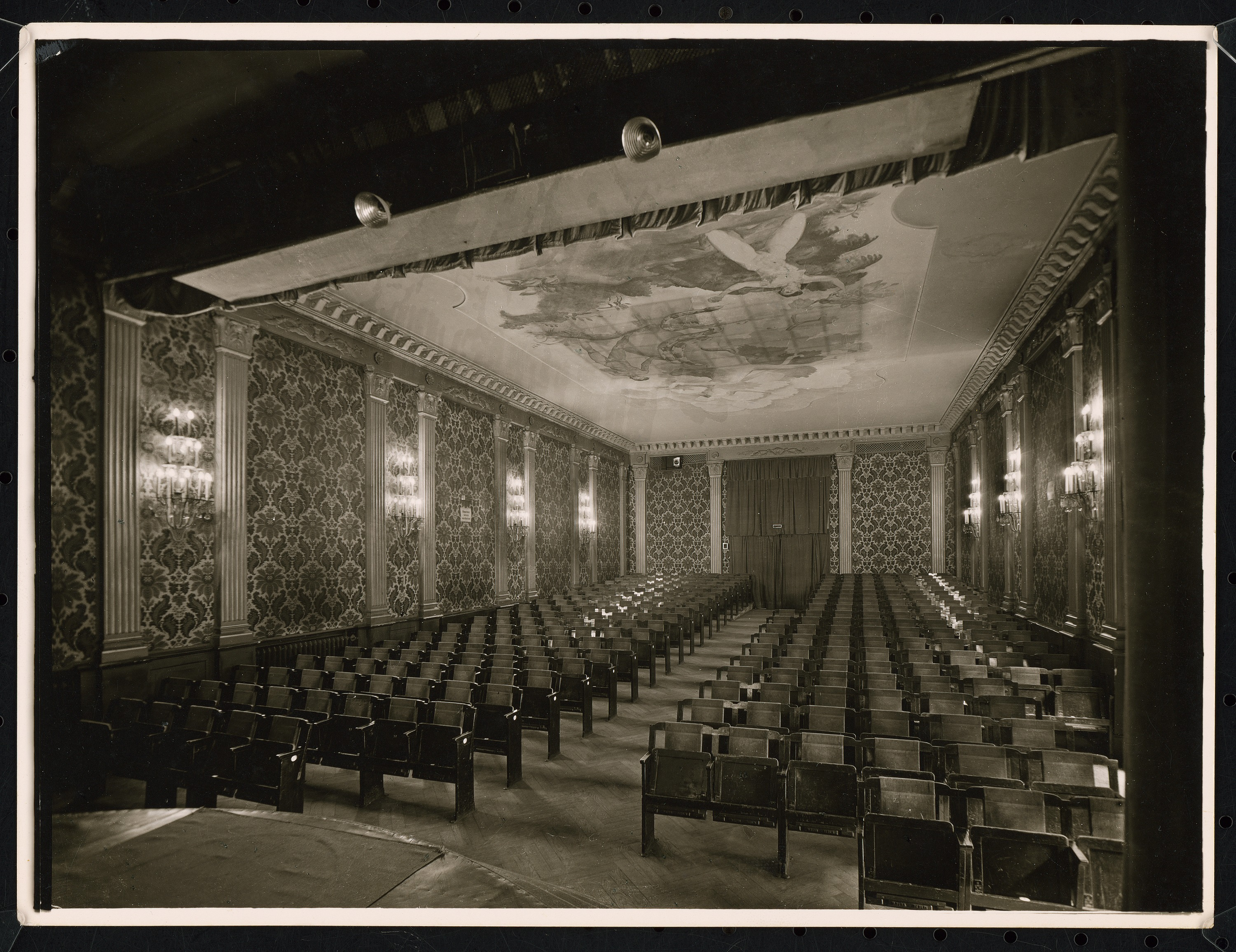
Tribüne Zuschauerraum, Emilie Winkelmann (Architektin), unbek. Fotograf, ca. 1914/15, TU Berlin Architekturmuseum, Inv. Nr. TBS 021,0

Die rechte Seite des Gebäudes enthielt ab der zweiten Etage die Klassenräume, die übrigen Teile des Hauses dienten als Studentinnenwohnheim. Im Erdgeschoss dieses Bauflügels gab es einen Saal für 200–300 Personen, der ab 1919 schrittweise vom hier gegründeten Theater Tribüne genutzt wurde. Bekannte Schauspielerinnen und Schauspieler traten im Theater auf wie Marlene Dietrich, Rudolf Platte oder später Hildegard Knef. Der Raum diente in der Zeit des Nationalsozialismus zeitweilig auch als Kino. Er war am Ende des Zweiten Weltkriegs nicht zerstört und wurde auf Weisung des ersten sowjetischen Stadtkommandanten, Nikolai Bersarin, bereits am 1. Juni 1945 wieder für Theatervorstellungen eröffnet.
Das von den Studentinnen zu zahlende Nutzungsentgelt setzte die Wirtschaftsleiterin zur Erhaltung des Heims ein, für sonstige Ausgaben standen die Stiftungsgelder bereit. Der Baukomplex wies für damalige Zeiten mit einer zentralen Warmwasserheizung, Fahrstühlen, einer Bibliothek, einem Lesesaal, einem Sportraum und selbst einer Dunkelkammer umfassenden Komfort auf. Der Garten wurde von einem Gärtner gepflegt und hielt für die Kinder der Bewohnerinnen auch Spielplätze bereit.
Um 1927 verlieh die Bezirksverwaltung der Schuleinrichtung nebst Wohnheim den Namen der Frauenrechtlerin Ottilie von Hansemann, die sich für die Zulassung der Frauen zu allen Studiengängen eingesetzt und vor allem den Bau des Hauses uneigennützig gefördert hatte. Der Name Haus Ottilie von Hansemann wurde auf dem Gebälkträger über den Säulen eingemeißelt. (Das benachbarte Krockow-Lyzeum wurde in diesen Jahren jedoch aufgegeben, in den 1940er Jahren etablierte sich in diesem Gebäude eine Gesellschaft für Keramische Industrie-Bedarfsartikel.)
Bis zum Jahr 1934 blieb Ottilie Fleer Direktorin des Schulwohnheims, im Jahr 1935 übernahm Ottilie Suttinger dieses Amt und behielt es mindestens bis 1943. Verwalter wurde zu dieser Zeit das Kuratorium des Victoria Studienhauses unter dem Vorsitz von Dr. Maier.
Als nach dem Ende des Zweiten Weltkriegs dringend medizinische Einrichtungen und Unterkünfte benötigt wurden, diente das Studentinnenheim einige Zeit als Behelfskrankenhaus und Altenheim.
Der Südabschnitt der Berliner Straße (nur bis Am Knie – dem späteren Ernst-Reuter-Platz) erhielt 1957 den Namen des Berliner Regierenden Bürgermeisters Otto Suhr, alle Parzellen wurden deshalb neu nummeriert. Ein Jahr zuvor war das Haus (nun Nummer 18–20) wieder Wohnheim für Studentinnen geworden.
Ein in den 1970er Jahren errichteter Anbau vor dem großen Saal am rechten Gebäudeflügel bildete die Kassenhalle des tribüne-Theaters. Die Kultureinrichtung, im Jahr 2008 geschlossen, zog 2011 komplett aus dem Anbau aus, da der Mietvertrag nicht verlängert worden war. Der Anbau wird abgetragen, der frühere Bühnensaal soll jedoch möglichst wieder kulturell genutzt werden. Die Investoren stehen in Verhandlungen mit einer Schauspielerin, die hier eine Sprechschule unterhalten könnte. Allerdings ist die Finanzierung für diese Sonderarbeiten noch nicht gesichert.
Nach 1972, als die Immobilie wegen knapper Kassen verkauft werden musste, diente das Gebäude dann als Bürohaus, vor allem für die Mitarbeiter der benachbarten Deutschen Bank.
Seit 2011 stand das Haus komplett leer. Die GrundStein Bauträger GmbH hat im Auftrag der Investoren Dirk Germandi und Martin Rasch die Immobilie im April 2014 erworben und im Herbst des gleichen Jahres konkrete Baupläne eingereicht. Das Baudenkmal wurde zu Wohnungen zurückgebaut und im nördlich anschließenden Hofbereich entstand ein gestalterisch angepasster Neubau. Für die 97 Wohnungen in beiden Gebäuden war 2014 eine Investitionssumme von 48 Millionen Euro geplant; es sind sowohl Eigentumswohnungen als auch Mietwohnungen vor allem für die Technische Universität errichtet worden.
Im Sommer 2015 wurde der für das Theater Tribüne (Theater) an die Fassade angebaute Eingangsbereich im Rahmen des Umbaus abgerissen.

## Architektur
In einem architektonischen Erläuterungsbericht heißt es: „Das Äußere des Gebäudes“ lehne sich „an die Architektur der 2. Hälfte des 18. Jahrhunderts an“. Die gleiche Quelle vermerkt, dass „sein Inneres durch ein fortschrittliches und vielfältiges Bildungskonzept für die Studentinnen geprägt und von emanzipatorischen Gedanken getragen“ war.
Das in L-Form gestaltete Putz-Gebäude ist fünf Etagen hoch, zusätzlich ist ein nutzbares Dachgeschoss vorhanden. Ein ziegelgedecktes Walmdach bildet den Abschluss des mittleren Gebäudeteils, die Seitenflügel sind mit Pyramidendächern abgeschlossen.
Der Erdgeschossbereich enthält höhere Räume, die um den zentralen Eingang unsymmetrisch angeordnet sind: rechts vom Eingang reichen die Fenster bis zum Boden und können somit auch als Türen dienen, links vom Eingang sind niedrige eher quadratische Fenster eingebaut, die auf Souterrain-Räume schließen lassen.
Der zurückspringende Mittelteil des Gebäudes wurde in der fünften Etage mit einem über vier Fensterachsen verlaufenden Balkon geschmückt. Vor dem Eingangsbereich befindet sich eine Reihe von sechs dorischen Säulen im Stil antiker Tempel, die eine offene Terrasse tragen. Im Inneren setzen sich Säulengänge, Stuckverzierungen und großzügige, hohe Räume fort. Türen zum Treppenhaus hin bestehen teilweise aus Glas mit Ornamenten abgesetzt.
Das Quergebäude auf dem Hof schließt mit einem über mehrere Achsen über Eck reichenden Balkon in der fünften Etage an. Am Quergebäude ist zur Hofseite hin wie auf der Schauseite eine Säulenreihe mit darüberliegender Terrasse vorgesetzt. Die in den Seitenflügeln untergebrachten Treppenaufgänge des Hauptgebäudes wölben sich halbrund aus der Fassade heraus.
Der neue Investor spricht von einer „ursprünglichen Pracht des Wohnhauses“ und von „pfiffigen Grundrissen“, die nach den jahrzehntelangen anderweitigen Nutzungen nicht mehr gut erkennbar sind, die Bausubstanz ist aber hervorragend erhalten.
Die weitläufige Gartenanlage des Ottilie-von-Hansemann-Hauses, lange Jahre nur Parkplatz, wird wiederbelebt. Hier soll ein Schmuckhof samt Pergola und Springbrunnen entstehen – ein „grüner Campus“.